# Sport Club Benfica
Esporte Clube Benfica é um clube de futebol feminino, sediado em Juiz de Fora, no estado de Minas Gerais. O clube mineiro tem parceria com a equipe do CEPE, de Duque de Caxias-RJ, tricampeão carioca entre 2005 e 2007).

## História
Disputou a Copa do Brasil de Futebol Feminino de 2007, alcançando o quarto lugar.
Em 2009, venceu invicto a Copa Bahamas de Futebol Feminino, considerada a mais importante copa amadora de futebol feminino do Brasil. Jogaram: Rafaela Alves, Flávia Guedes, Marina, Thayane, Priscila, Katleen, Fernandinha, Sheila, Fernanda, entre outras.
Algumas jogadoras participaram, no início de 2010, de peneiras em clubes importantes do país como Santos Futebol Clube e Sociedade Esportiva Palmeiras. Marina Loures foi aprovada para jogar no time do Santos e Flavia Guedes e Rafaela Alves venceram e seguiram para o Palmeiras. Em 2011, o Palmeiras encerrou a modalidade feminina e Flavia Guedes foi jogar no Centro Olímpico onde intensifica sua evolução com o Preparador de Goleiras Bruno Faust e mais recentemente com o preparador Alessandro da Cruz. Rafaela e Marina jogam futsal em Pindamonhangaba.
Em 2009, a primeira edição feminina da Copa Bahamas de Futebol de Campo teve como vencedor o time do Esporte Clube Benfica. O time comandado pelo técnico Danilo tem como jogadoras: Gláucia, Flávia, Rafaela, Marina, Fernandinha, Andréia, Katleen, Luana, Sheila, Thayane, Priscila, Fernanda, entre outras. A posse de bola, a defesa e os chutes a gol das jogadoras do Benfica levaram a equipe a vencer todas as partidas com grande vantagem sem maiores dificuldades.